# Coreia do Norte nos Jogos Olímpicos de Inverno de 2006
A Coreia do Norte mandou 6 competidores para os Jogos Olímpicos de Inverno de 2006, em Turim, na Itália. A delegação não conquistou nenhuma medalha.

## Desempenho

### Patinação artística
| Atleta                           | Evento               | Programa curto | Programa curto | Programa longo | Programa longo | Total       | Total |
| Atleta                           | Evento               | Pontos         | Pos.           | Pontos         | Pos.           | Pontos      | Pos.  |
| -------------------------------- | -------------------- | -------------- | -------------- | -------------- | -------------- | ----------- | ----- |
| Han Jong-in                      | Individual masculino | 42.11          | 30             | Não avançou    | Não avançou    | Não avançou | 30    |
| Kim Yong-suk                     | Individual feminino  | 39.16          | 27             | Não avançou    | Não avançou    | Não avançou | 27    |
| Jong Hyong-hyok Phyo Yong-myoung | Duplas               | 33.63          | 20             | DNF            | DNF            | DNF         | DNF   |

### Patinação de velocidade em pista curta
| Atleta       | Evento          | Preliminar | Preliminar | Quartas     | Quartas     | Semifinal   | Semifinal   | Final       | Final |
| Atleta       | Evento          | Tempo      | Pos.       | Tempo       | Pos.        | Tempo       | Pos.        | Tempo       | Pos.  |
| ------------ | --------------- | ---------- | ---------- | ----------- | ----------- | ----------- | ----------- | ----------- | ----- |
| Ri Hyang-mi  | 500 m feminino  | DSQ        | DSQ        | DSQ         | DSQ         | DSQ         | DSQ         | DSQ         | DSQ   |
| Ri Hyang-mi  | 1000 m feminino | 1:34.360   | 3          | Não avançou | Não avançou | Não avançou | Não avançou | Não avançou | 15    |
| Jong Suk Yun | 500 m feminino  | 46.177     | 3          | Não avançou | Não avançou | Não avançou | Não avançou | Não avançou | 16    |

Legenda
| Recorde mundial      | Recorde mundial (World record)               |                       | Recorde africano                      | Recorde africano (African) |                                           | Q | Classificado por posição (Qualified) |
| Recorde olímpico     | Recorde olímpico (Olympic record)            | Recorde da América    | Recorde da América (Americas)         | q                          | Classificado por melhor tempo (Qualified) |   |                                      |
| Melhor marca do ano  | Melhor marca do ano (World leading)          | Recorde asiático      | Recorde asiático (Asian)              | DNS                        | Não largou (Did not start)                |   |                                      |
| Recorde nacional     | Recorde nacional (National record)           | Recorde europeu       | Recorde europeu (European)            | DNF                        | Não terminou (Did not finish)             |   |                                      |
| Recorde pessoal      | Recorde pessoal do atleta (Personal best)    | Recorde da Oceania    | Recorde da Oceania (Oceania)          | DSQ / DQ                   | Desclassificado (Disqualified)            |   |                                      |
| Recorde da temporada | Recorde da temporada do atleta (Season best) | Recorde sul-americano | Recorde sul-americano (South America) | NM                         | Sem marca (No mark)                       |   |                                      |